# Li Tang

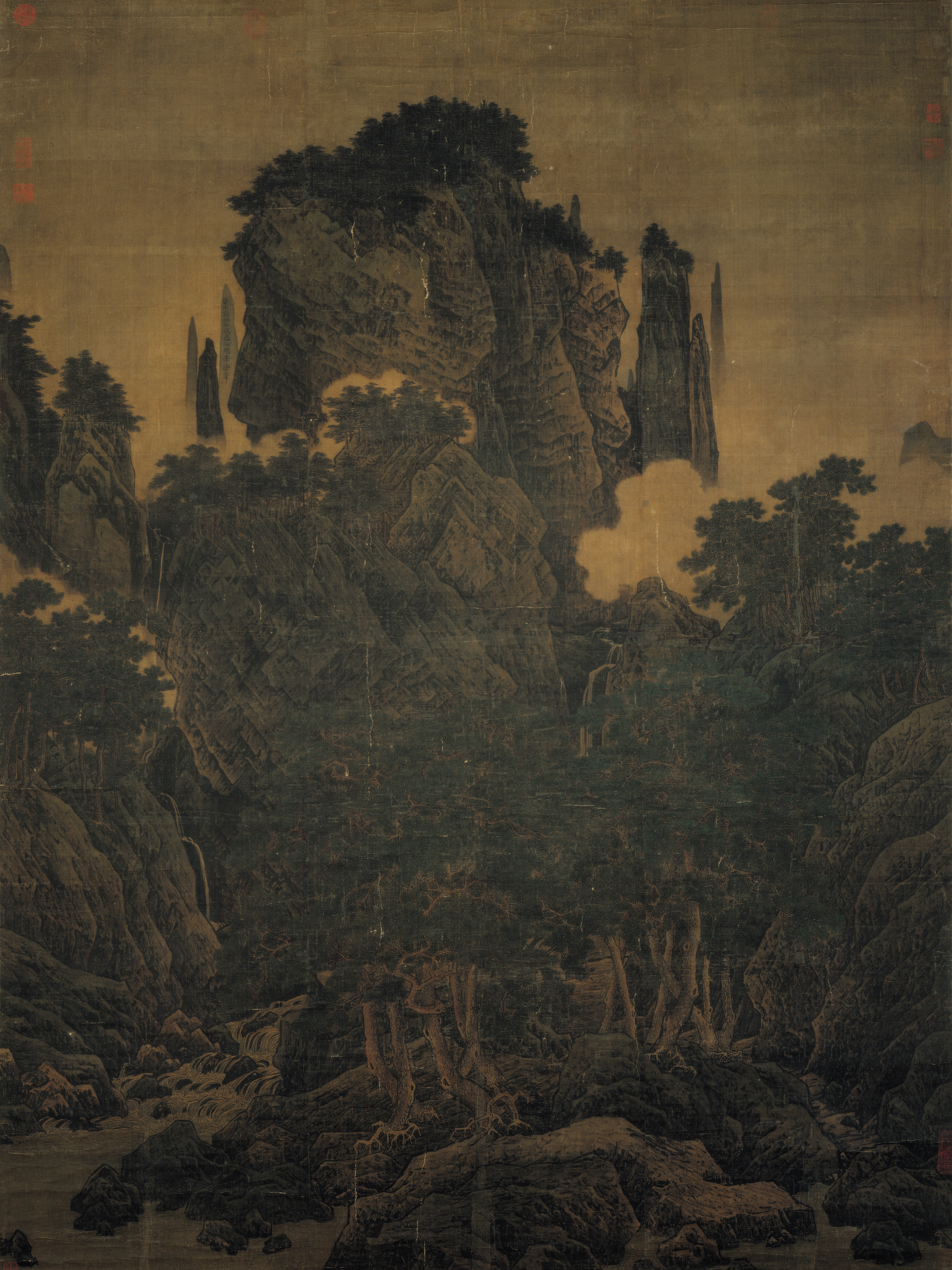
Wiatr wśród sosen pośród tysiąca parawanów, ok. 1124, Narodowe Muzeum Pałacowe w Tajpej

Li Tang (chiń. 李唐), znany też jako Li Xigu (chiń. 李晞古); ur. ok. 1050, zm. ok. 1130 – chiński malarz epoki Song.
Pochodził z prowincji Henan. Związany z cesarską akademią malarską w Kaifengu, a po zdobyciu miasta przez Dżurdżenów w 1127 z nową akademią założoną przez cesarza Gaozonga w Hangzhou. Tworzył pejzaże. Opracował własną technikę malowania pędzlem nazwaną „cięciem topora” (fubi cun), polegającą na gęstym stawianiu kropek, która znalazła potem wielu naśladowców.
Przypuszczalnie żaden z jego oryginalnych obrazów nie zachował się. Przypisywane mu dzieła, w tym najbardziej znane Szumiące sosny w wąwozach i Wiatr wśród sosen pośród tysiąca parawanów, znajdujące się obecnie w zbiorach Narodowego Muzeum Pałacowego w Tajpej, są prawdopodobnie późniejszymi kopiami.